# 최연아
최연아(1994년 9월 17일 ~ )는 대한민국의 뮤지컬 배우다.

## 방송
- 2022 DIMF 뮤지컬 스타 (2022) - Top27

## 공연
- 나의 PS 파트너 (2018)
- 사춘기 메들리 (2018)
- 보잉보잉 (2018)